# ビアンコーネ福島
ビアンコーネ福島（ビアンコーネふくしま、Viancone）は、福島県郡山市をホームタウンとするサッカークラブである。

## 概要
1998年、福島県立郡山北工業高等学校サッカー部OBを中心に「ノーザンピークス郡山」を結成。「ノーザンピークス」は郡山北工業高校の校風にある「北嶺」という言葉に由来する。2003年には第83回天皇杯本大会にも出場（1回戦で横浜FCに1-8で敗れる）した。
2006年4月18日、将来のJリーグ入りを目指し株式会社郡山フットボールクラブ（代表取締役：佐藤暁）と提携。最速で2009年のJ2入りを目指していた。また、Jリーグ入りを目指すためにチーム名を公募（ノーザンピークスの名称は商標権が取られているためグッズ販売に支障がある）し、2007年よりチーム名をビアンコーネ福島に変更した。名称は白虎隊の「白」を表すイタリア語「ビアンコ」をもじった造語で、応募総数132通の中から選ばれた。同時に福島FCの流れをくむジュニアチーム「F.C.Godere!」と合併、NPO法人ビアンコーネ福島スポーツクラブを設立する。
2008年、株式会社郡山フットボールクラブが経営破綻し、クラブ運営から撤退。トップチームは郡山北工OB会を運営母体としたアマチュアクラブに転換、同年2月7日に新体制が発表された。

## 歴史
- 1998年 福島県立郡山北工業高等学校のサッカー部OBによって「ノーザンピークス郡山」結成。
- 2002年
  - 全国社会人サッカー選手権福島県大会 優勝（東北大会出場）
  - 福島県社会人サッカーリーグ1部 優勝
    - 入替戦で松下電器福島を破り、東北社会人サッカーリーグ2部南に昇格。
- 2003年
  - 第8回福島県サッカー選手権大会 優勝
    - 第83回天皇杯全日本サッカー選手権大会 出場

  - 全国社会人サッカー選手権福島県大会 準優勝
- 2004年
  - 東北リーグ2部南 優勝
    - 2部優勝決定戦で2部北優勝のグルージャ盛岡に0-6で敗れ、入替戦に進出。
    - 入替戦では盛岡ゼブラに2戦合計0-5で敗れ、2部残留。

  - 第9回福島県サッカー選手権大会 準優勝
  - 全国社会人サッカー選手権福島県大会 優勝
- 2005年
  - 全国社会人サッカー選手権福島県大会 準優勝
- 2007年
  - チーム名を「ノーザンピークス郡山」から「ビアンコーネ福島」に変更
    - 「F.C.Godere!」（郡山市）を下部組織化。
    - NPO法人ビアンコーネ福島スポーツクラブを設立。
    - 泉崎村さつき公園陸上競技場をホームスタジアムに指定。

  - 東北リーグ2部南 優勝
    - 2部優勝決定戦では2部北優勝のFC秋田カンビアーレに0-2で敗れ、入替戦に進出。
    - 入替戦では盛岡ゼブラを2戦合計5-1で破り、1部昇格。

  - 第12回福島県サッカー選手権大会優勝
    - 第87回天皇杯 出場

  - 6月
    - BIGRENTAL (ビッグレンタル) (郡山市)とオフィシャルスポンサー契約を結ぶ
    - 「ビアンコーネ後援会」が設立

  - 11月
    - サン（郡山市）とオフィシャルスポンサー契約を結ぶ
    - エフコム（郡山市）とウェブスポンサー契約を結ぶ
    - 内藤工業所とエヌケーテック（いずれも郡山市）の協賛企業入りが決定
- 2008年
  - 2月7日 新体制を発表。
    - 運営会社の経営破綻による撤退と当面はJリーグを目指さない方針を明らかにした。
    - トップチームは郡山北工OB会を運営母体としたアマチュアクラブに転換[2]。
    - 育成部門は引き続きNPO法人ビアンコーネ福島スポーツクラブが運営。

  - 最終節終了時点で公式サイトが完全に更新を停止する(のち、2009年になって若干のリンク修正がなされるも、他の項目は更新されず)。
  - 東北リーグ1部7位。
    - 　入替戦で盛岡ゼブラに2戦合計2-3で敗れ、2部南に降格。
- 2010年 東北リーグ2部南7位、福島県リーグ1部降格。

## 戦績
| 年度 | 所属        | 順位 | 勝点 | 試合 | 勝 | 分 | 敗 | 得点 | 失点 | 差  | 備考       |
| 2001 | 福島県1部   | 2位  |      |      |    |    |    |      |      |     |            |
| 2002 | 福島県1部   | 優勝 |      |      |    |    |    |      |      |     | 入替戦勝利 |
| 2003 | 東北2部南   | 3位  | 14   | 10   | 4  | 2  | 4  | 19   | 18   | 1   |            |
| 2004 | 東北2部南   | 優勝 | 24   | 10   | 8  | 0  | 2  | 29   | 13   | 16  | 入替戦敗退 |
| 2005 | 東北2部南   | 3位  | 19   | 10   | 6  | 1  | 3  | 36   | 25   | 11  |            |
| 2006 | 東北2部南   | 3位  | 27   | 12   | 9  | 0  | 3  | 44   | 15   | 29  |            |
| 2007 | 東北2部南   | 優勝 | 40   | 14   | 13 | 1  | 0  | 89   | 8    | 81  | 入替戦勝利 |
| 2008 | 東北1部     | 7位  | 9    | 14   | 3  | 0  | 11 | 17   | 39   | -22 | 入替戦敗退 |
| 2009 | 東北2部南   | 3位  | 22   | 14   | 7  | 1  | 6  | 29   | 23   | 6   |            |
| 2010 | 東北2部南   | 7位  | 14   | 14   | 4  | 2  | 8  | 21   | 31   | -10 |            |
| 2011 | 福島県1部   | 3位  | 9    | 5    | 3  | 0  | 2  | 7    | 7    | 0   |            |
| 2012 | 福島県1部   | 3位  | 17   | 10   | 5  | 2  | 3  | 20   | 17   | 3   |            |
| 2013 | 福島県1部   | 3位  | 15   | 10   | 4  | 3  | 3  | 20   | 14   | 11  |            |
| 2014 | 福島県1部   | 4位  | 7    | 10   | 5  | 2  | 3  | 23   | 14   | 9   |            |
| 2015 | 福島県1部   | 4位  | 16   | 10   | 5  | 1  | 4  | 12   | 9    | 3   |            |
| 2016 | 福島県1部   | 2位  | 18   | 10   | 5  | 3  | 2  | 10   | 7    | 3   |            |
| 2017 | 福島県1部   | 6位  | 2    | 10   | 0  | 2  | 8  | 6    | 30   | -24 |            |
| 2018 | 福島県2部   | 4位  | 14   | 10   | 4  | 2  | 4  | 16   | 20   | -4  |            |
| 2019 | 福島県3部西 | 3位  | 9    | 8    | 2  | 3  | 3  | 16   | 16   | 0   |            |
| 2020 | 福島県3部西 | 優勝 | 12   | 4    | 4  | 0  | 0  | 9    | 2    | 7   |            |
| 2021 | 福島県3部西 | 優勝 | 9    | 4    | 3  | 0  | 1  | 24   | 4    | 20  |            |
| 2022 | 福島県2部   | 3位  | 16   | 10   | 5  | 1  | 4  | 24   | 14   | 10  |            |
| 2023 | 福島県3部   | 4位  | 20   | 12   | 6  | 2  | 4  | 26   | 18   | 8   |            |
| 2024 | 福島県3部   | 2位  | 16   | 8    | 5  | 1  | 2  | 17   | 7    | 10  |            |

### 天皇杯
| 回 | 年月日         | 時期  | 会場        | スコア | 対戦相手          | 観客 |
| 83 | 2003年11月30日 | 1回戦 | Jヴィレッジ | 1 - 8  | 横浜FC            | 1712 |
| 87 | 2007年9月16日  | 1回戦 | Jヴィレッジ | 0 - 1  | V・ファーレン長崎 | 653  |

## タイトル

### リーグ戦
- 東北社会人サッカーリーグ2部南
  - 2004年、2007年

## オフィシャルスポンサー
- BIG RENTAL (ビッグレンタル) (郡山市) (建設機械・建設資材賃貸業)
- サン (郡山市) (飲食業)

## 協賛企業
- エフコム (郡山市) (情報サービス業)　ホームページの製作・運用に協力
- 内藤工業所・エヌケーテック (いずれも郡山市)

## 歴代所属選手
- 足立原健二（2007）
- 水野重利